# Peter Lühr
Peter Lühr (* 3. Mai 1906 in Hamburg; † 15. März 1988 in München) war ein deutscher Schauspieler und Synchronsprecher.

## Leben
Peter Lühr wurde als Sohn einer Kaufmannsfamilie geboren und machte im Alter von 17 Jahren sein Abitur. Anschließend nahm er bei Arnold Marlé in Hamburg Schauspielunterricht. Es folgten verschiedene Engagements in Dessau, Kassel, Düsseldorf (bei Walter Bruno Iltz) und Leipzig. Ab 1947 gehörte Lühr dem Ensemble der Münchner Kammerspiele an. Lühr gab auch Schauspielunterricht und führte Regie, seine Leidenschaft galt jedoch der Schauspielkunst. Als Synchronsprecher lieh er u. a. Michael Gough (in Königsliebe) und Laurence Olivier (in Hamlet) seine Stimme.
Wegen seiner darstellerischen Leistung als Estragon neben Thomas Holtzmann als Wladimir in Samuel Becketts Warten auf Godot unter der Regie von George Tabori wurde diese Inszenierung der Münchner Kammerspiele 1984 zum Berliner Theatertreffen eingeladen. 1983 brillierte er in der Titelrolle von Dieter Dorns Inszenierung des Merlin (Tankred Dorst, Mitarbeit Ursula Ehler), eine Theatersensation an den Kammerspielen, die sich über zwei Abende erstreckte. Eine Einladung zum Theatertreffen erhielt 1987 auch Dieter Dorns Inszenierung von William Shakespeares Troilus und Cressida, in der er u. a. neben Sunnyi Melles  den Pandarus verkörperte. In Dorns Inszenierung von Goethes Faust I sprach er noch kurz vor seinem Tod mit großer Kraft die Zueignung, die in der Verfilmung im Jahr darauf Rolf Boysen übernahm.
Hinsichtlich der Rezeption seiner Leistungen wurde Lühr als ein sogenannter Altersschauspieler bezeichnet, da mit zunehmendem Alter seine Rollendarstellungen nachhaltig an Prägnanz, Differenziertheit und Tiefe gewannen. 1981 erhielt Lühr den Kulturellen Ehrenpreis der Landeshauptstadt München.
Als Schauspiellehrer hat er u. a. Mario Adorf unterrichtet und beeinflusst.

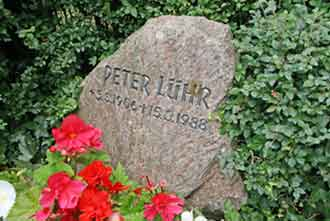
Die Grabstätte des Schauspielers Peter Lühr auf dem Friedhof in Keitum auf Sylt.

Im Deutschen Theatermuseum (früher Clara-Ziegler-Stiftung) wurde anlässlich seines 100. Geburtstags vom 2. Juni bis 17. Juni 2006 unter dem Titel Peter Lühr – Die unvergesslichen Rollen eine Sonderausstellung gezeigt.
Lühr starb 1988 im Alter von 81 Jahren. Seine Grabstätte befindet sich auf dem Friedhof der Kirche St. Severin in Keitum auf Sylt.

## Trivia
Aus der Verbindung mit der Schauspielerin Heide von Strombeck ging der ebenfalls als Schauspieler tätige Sohn Peter von Strombeck hervor.

## Ehrungen
- 1967: Verdienstkreuz 1. Klasse der Bundesrepublik Deutschland

## Filmografie
- 1950: Der Mann, der zweimal leben wollte
- 1951: Entscheidung vor Morgengrauen (Decision Before Dawn)
- 1955: Es geschah am 20. Juli
- 1955: Unruhige Nacht
- 1955: Der letzte Mann
- 1957: Der Richter und sein Henker
- 1957: Die große Chance
- 1958: Die Alkestiade
- 1958: Taiga
- 1958: Wir Wunderkinder
- 1958: Sebastian Kneipp – Ein großes Leben
- 1959: Hunde, wollt ihr ewig leben
- 1959: Das große Messer
- 1959: Menschen im Netz
- 1959: Buddenbrooks – 2. Teil
- 1960: Sturm im Wasserglas
- 1964: Die Party
- 1964: Der Hund des Generals
- 1965: Ein Wintermärchen
- 1965: Abends Kammermusik
- 1965: Dr. med. Hiob Prätorius
- 1966: Baumeister Solness
- 1966: Das Attentat – L.D. Trotzki
- 1968: Die letzten Tage der Menschheit
- 1969: Die Reise nach Tilsit
- 1970: Hier bin ich, mein Vater
- 1970: Das Bastardzeichen
- 1971: Die Nacht von Lissabon
- 1972: Das letzte Paradies
- 1973: Olifant
- 1973: Prinz Friedrich von Homburg
- 1974: Cautio Criminalis oder Der Hexenanwalt
- 1974: Sein letzter Coup (Serie Der Kommissar)
- 1976: Das kleine Hofkonzert
- 1976: Die Erzählungen Bjelkins
- 1976: Der junge Freud
- 1976: Die Marquise von O.
- 1976: Als wär’s ein Stück von mir
- 1977: Hitler – ein Film aus Deutschland
- 1978: Jean-Christophe (Serie)
- 1979: Ein Todesengel (Serie Derrick)
- 1982: Unheimliche Geschichten (Fernsehserie, Folge 11) – Der eingemauerte Schrei
- 1982: Bekenntnisse des Hochstaplers Felix Krull (Mehrteiler)
- 1982: Die Sehnsucht der Veronika Voss
- 1983: Explosion aus dem Dunkeln (Serie Der Alte)
- 1984: Kaltes Fieber
- 1986: Wohin und zurück – Santa Fe
- 1986: Die Krimistunde (Fernsehserie, Folge 22, Episode: „Kein Wort mehr“)
- 1988: Faust – Vom Himmel durch die Welt zur Hölle

## Hörspiele (Auswahl)
- 1951: Molière: Der eingebildete Kranke (Cléant) – Regie: Walter Ohm (Hörspiel – BR)
- 1962: Philip Levene: Terra Incognita (8 Teile) (Prof. Lomax) – Regie: Wilm ten Haaf (Original-Hörspiel, Kriminalhörspiel, Science-Fiction-Hörspiel – BR)